# Youyi (Fuyu)
Die „Gemeinde Youyi der Daur, Manju und Kirgisen“ (chinesisch 友谊达斡尔族满族柯尔克孜族乡, Pinyin Yǒuyì Dáwò’ěrzú Mǎnzú Kē’ěrkèzīzú Xiāng) ist eine Nationalitätengemeinde im Kreis Fuyu der bezirksfreien Stadt Qiqihar in der nordostchinesischen Provinz Heilongjiang. Youyi hat eine Fläche von 631,1 km² und 25.294 Einwohner (Stand: Zensus 2010), davon rund 11 % Angehörige ethnischer Minderheiten.

## Wirtschaft
Youyi verfügt über 320 km² Grasland und über 93 km² Ackerland. In der Viehwirtschaft liegt der Schwerpunkt auf Rindern, Milchvieh und Schafen, im Ackerbau auf dem Anbau von Weizen, Soja und Sonnenblumen, hauptsächlich zur Produktion von Sonnenblumenöl.

## Ethnische Gruppen
Youyi heißt „Freundschaft“ und steht als Name der Gemeinde symbolisch für die verschiedenen Völker, die hier seit Jahrhunderten zusammenleben. Die große Mehrheit von fast 90 % stellen Han, aber bekannt ist Youyi vor allem für die Manju im Dorf Sanjiazi, unter denen es bis wenigstens Anfang des 21. Jahrhunderts die vermutlich letzten Einzelpersonen weltweit gab, die fließend Manjurisch sprechen konnten.
Eine weitere Besonderheit sind die Heilongjiang-Kirgisen, die größtenteils im Dorf Wujiazi leben und deren Vorfahren während der Qing-Dynastie, Mitte des 18. Jahrhunderts, zusammen mit Oirat-Mongolen aus Westchina nach Fuyu umgesiedelt worden waren. Einige ältere Heilongjiang-Kirgisen sprechen noch heute ihre chakassische Sprache, die mit dem Kirgisischen Xinjiangs nur entfernt verwandt ist. Im Gegensatz zu den Kirgisen in Xinjiang wurden sie nie islamisiert. Ihre vorherrschende Religion ist der tibetische Buddhismus der Gelug-Schule, verwoben mit starken Überresten ihres traditionellen Schamanismus.
Die Daur in den Dörfern Dengke, Dongji und Qinlian sprechen eine mongolische Sprache, sind aber aufgrund ihrer hervorgehobenen Stellung während der Qing-Dynastie eng mit den Manju verbunden und bilden mit ihnen eine lokale Kulturgemeinschaft. In kleinerer Zahl leben in Youyi auch Mongolen (überwiegend Oiraten), Hui, Koreaner und Ewenken.

## Administrative Gliederung
Die Nationalitätengemeinde Youyi setzt sich aus 14 Dörfern zusammen. Diese sind:
| Dorf Youyi (友谊村), Sitz der Gemeinderegierung; Dorf Changjiu (长久村); Dorf Changsheng (长胜村); Dorf Fuyou (富友村); Dorf Ningnian (宁年村); Dorf Qinjian (勤俭村); Dorf Xiaohazhou (小哈州村); | Dorf Yongjiu (永久村); Dorf Zhonghe (中和村); Dorf Dengke der Daur (登科达斡尔族村); Dorf Dongji der Daur (东极达斡尔族村); Dorf Qinlian der Daur (勤联达斡尔族村); Dorf Sanjiazi der Manju (三家子满族村); Dorf Wujiazi der Kirgisen (五家子柯尔克孜族村). |